# Salma de Nora
Salma de Nora (Madrid, 16 de junio de 1979) es una actriz pornográfica española.

## Biografía
Salma de Nora inició su carrera como actriz porno en diciembre del 2003 después de visitar el Festival Venus de Alemania. Anteriormente ya había flirteado con la interpretación en obras de teatro y en algún film de cine convencional. De ahí saltó a la fotografía erótica y posteriormente al cine para adultos.
Aunque ha trabajado en Holanda, Suiza y Bélgica, la madrileña es especialmente conocida en Alemania donde ha intervenido en más de 200 películas, muchas de ellas para las productoras EVS Films y Inflagranti. En Berlín ha rodado vídeos eróticos para Playboy, ha intervenido en la serie de televisión S.O.S. Barracuda, ha estado varias veces en el programa Wahre Liebe de Canal Vox, y ha sido doble de cuerpo en la película convencional Te presto a mi marido entre otras muchas cosas.
En España ha colaborado en dos ocasiones en el programa TNT de Tele 5, apariciones en la revista Interviú, además de rodar también numerosas películas de cine porno. También ha colaborado con la actriz chilena Marlen Doll, a quien inició en el porno español.

## Filmografía parcial
- The Mummy X
- Sex for rooms
- Moonight
- Mis ocultas fantasías
- Mis perversiones
- TV or no TV
- Torbe y sus Cerdillas
- En busca del orgasmo perdido
- Españolas con sangre
- Dieta Mediterránea
- En Familia, un hogar muy caliente
- Torrente X
- Verano Afull
- Nick follando españolas
- Mundo Perro
- Mundo Perro. The Resolution.
- El mar no es azul, 2006

## Premios
- Mejor Actriz Española en el festival de Bruselas 2006.
- Mejor Actriz Española en el festival de París 2006
- Mejor actriz Española en el Festival de Mallorca 2006
- Escena de sexo más original en el festival FICEB 2006.[4]
- Mejor Actriz Española en el Festival de Madrid 2007
- Actriz con más éxito de Europa en el Festival de Berlín 2007.[5]
- Mejor ACTRIZ Española en el festival EXTASIA de Zúrich 2007.
- Mejor Actriz Española en el FICEB 2008.[6]
- Premio TURIA a la Mejor Actriz Porno Europea 2008.
- Mejor Pornstar Española 2009. Festival Venus Berlín Awards.